# Liste der Monuments historiques in Esternay
Die Liste der Monuments historiques in Esternay führt die Monuments historiques in der französischen Gemeinde Esternay auf.

## Liste der Immobilien
| Bezeichnung         | Beschreibung                                                                  | Standort                                     | Kennzeichnung | Schutzstatus   | Datum     | Bild |
| ------------------- | ----------------------------------------------------------------------------- | -------------------------------------------- | ------------- | -------------- | --------- | ---- |
| Château de Esternay | aus dem 16. Jahrhundert; mit Wirtschaftsgebäuden, Taubenturm und Wassergräben | 15 rue du 73eme Régiment d’Infanterie (Lage) | PA00078704    | Classé Inscrit | 1931 1961 |      |

## Liste der Objekte
| Bezeichnung                      | Beschreibung                                                   | Standort                     | Kennzeichnung | Schutzstatus | Datum | Bild |
| -------------------------------- | -------------------------------------------------------------- | ---------------------------- | ------------- | ------------ | ----- | ---- |
| Marienaltar                      | linker Seitenaltar; Retabel; Holz, Anfang des 19. Jahrhunderts | in der Kirche St-Remi (Lage) | PM51002655    | Inscrit      | 1977  |      |
| Prozessionsstab Madonna mit Kind | Holz, 19. Jahrhundert                                          | in der Kirche St-Remi (Lage) | PM51002656    | Inscrit      | 1977  |      |
| Kronleuchter                     | Kristallglas, 19. Jahrhundert                                  | in der Kirche St-Remi (Lage) | PM51002657    | Inscrit      | 1977  |      |
| Gemälde Mariä Verkündigung       | Ölfarbe auf Leinwand, 19. Jahrhundert                          | in der Kirche St-Remi (Lage) | PM51002654    | Inscrit      | 1977  |      |